# Partido do Povo Trabalhador
O Partido do Povo Trabalhador (em espanhol: Partido del Pueblo Trabajador) é um partido político de Porto Rico fundado o 5 dezembro 2010 por um grupo de ambientalistas, dirigentes sindicais, feministas e lutadores dos direitos democráticos das minorias. Secundo o partido o PPT é uma organização para "promover oma política honesta para as grandes maiorias do país".[carece de fontes?]
O Partido procura ser a voz e o braço político do povo trabalhador nas eleições e nas ruas. A presidente do partido é a professora Anneliesse Sánchez.[carece de fontes?]

## Fundação
Entre as rações para fundar o Partido do Povo Trabalhador está a necessidade de ter uma alternativa distinta à dominação dos partidos Popular Democrático e Novo Progressista. Também para defender os empregos, o salário, os serviços essenciais e o ambiente.
O Partido foi fundado o 5 dezembro 2010 na cidade de San Juan. O primeiro junho 2012 a Comissão estadual de Eleições (CEE) certidou oficialmente a inscrição do Partido do Pouvo Trabalhador.[carece de fontes?]

## Candidaturas
A Assembléia Geral do Partido designou os segentes candidatos nacionais:[carece de fontes?]
Rafael Bernabe - governador de Porto Rico
Félix Córdoba Iturregui -
Ineabelle Colón - senadora
Eva Ayala - Câmara de Representantes